# Agustina González López
Agustina González López, auch bekannt als  „La Zapatera“ (* 4. April 1891 in Granada; † 1936 in Víznar, Provinz Granada), war eine spanische Schriftstellerin und Künstlerin, die zur Generation von 1927 gehörte. Sie trat 1933 bei den spanischen Parlamentswahlen mit einer eigenen Partei an und wurde 1936 von Falangisten hingerichtet. Sie gilt heute als Wegbereiterin des andalusischen Feminismus und als Avantgardistin.

## Überlieferung
Zu Lebzeiten war Agustina González López bekannt als Exzentrikerin: Ihr Beiname war „la Zapatera“ (deutsch: Die Schuhmacherin), denn ihre Familie besaß ein Schuhgeschäft in Granada. Sie war eine Freundin Federico García Lorcas, und Zeitgenossen wie der Schriftsteller Francisco Ayala beschrieben sie als „extravagante Figur, vermutlich eine Verrückte“:
„La Zapatera“, so Ayala in seinen Relatos granadinos, „wanderte viel umher, betrat Cafés und Restaurants, und das allein! und schrieb absurde Dinge, die sie drucken ließ und dann im Schaufenster ihres Schuhgeschäfts zum Verkauf anbot.“
 Nach ihrer Hinrichtung 1936 kursierten Gerüchte, sie sei getötet worden, weil sie „eine Hure“ oder „eine Lesbe“ war. Ihre Leiche wurde nie identifiziert, und sie geriet in Vergessenheit. Wiederentdeckt wurde sie erst 2010 im Rahmen eines ursprünglich nicht ihr gewidmeten Forschungsprojekts der Universität von Granada. 2019 schließlich erschien in Spanien eine Biographie über sie, worin sie als feministische Schriftstellerin, Künstlerin und Politikerin gewürdigt wird.

## Leben
Agustina González López wurde am 4. April 1891 in Granada geboren. Ihre Familie hatte ein Schuhgeschäft in der Calle Mesones No. 6. Im Alter von 7 bis 9 Jahren besuchte sie als Internatsschülerin das Real Colegio in Granada, und sie interessierte sich schon früh für Astronomie und Medizin. Ihr Vater starb, als sie 13 war, die beiden älteren Brüder übernahmen ihre Erziehung. Um deren Kontrolle zu entgehen, begann sie, sich als junger Mann zu verkleiden und nachts allein auszugehen. Sie wurde entdeckt, Ärzte diagnostizierten Hysterie und verordneten strenge Bettruhe. Da ihr Bestrafung drohte, berief sich Agustina González López auf „locura social“ (soziale Verrücktheit).
Agustina González López  war finanziell unabhängig. Sie reiste allein und machte eine Ausbildung zur Malerin und Kupferstichkünstlerin.
1916, mit 25 Jahren, veröffentlichte sie ihren ersten Essay, Idearium Futurismo, und zu dieser Zeit lernte sie auch Federico García Lorca kennen, der sich von ihr inspirieren ließ, nicht nur zu seinem Theaterstück „La Zapatera Prodigiosa“, sondern auch zur Figur der Amelia in Bernarda Albas Haus. „Amelia“ war ein Name, mit dem Agustina González López viele ihrer Zeichnungen und Aquarelle signierte.

Schon in den 1920er Jahren hatte sie Kontakte zu spanischen Suffragetten. Als die spanische Feministin Elisa Soriano Fisher (1891–1964) sie um ihre Einschätzung der Lage in Bezug auf Frauenrechte in Granada bat, schilderte sie diese im Januar 1920 in einem Brief so: 
„Ich kann Ihnen nur meine eigene, sehr bescheidene und sehr offene Meinung sagen. Die Frauen in Grenada sind rückständig und traditionalistisch, sie halten bis zu einem gewissen Grad an arabischen Bräuchen fest, so dass es sinnlos ist, ihnen zu predigen, und jede moderne und fortschrittliche Bewegung macht ihnen Angst, ich denke, sie werden von den modernen Strömungen mitgerissen, aber eben nur mitgerissen. Ich bin desillusioniert und es scheint mir, dass ich hier vor Ort wenig bewirken kann, ich gehe nur mit gutem Beispiel voran, aber sie nehmen es nicht an. Meine Meinung zu den beiden feministischen Kongressen in Madrid: Ich finde es sehr gut, dass sowohl der Suffragetten Kongress als auch der von den spanischen Feministinnen zu Ehren von Concepción Arenal organisierte Kongress stattfinden.“ 
1927 und 1928 veröffentlichte sie zwei weitere Essays, Justificación (Rechtfertigung), eine Art Autobiographie, sowie Las Leyes Secretas (Die Geheimen Gesetze), in der sie ihre Lebensphilosophie darlegte.
1933 gründete sie eine politische Partei namens „Entero Humanista“ (deutsch: Humanistisches Projekt), mit der sie bei den spanischen Parlamentswahlen antrat und 15 Stimmen erhielt.  Das Parteiprogramm forderte u. a. eine Welt ohne Grenzen, eine gemeinsame Währung, Bildung für alle, die Gleichberechtigung von Adel und Proletariat sowie die gesellschaftliche Akzeptanz für Ehen gleichgeschlechtlicher Partner.
1936, kurz nach Beginn des spanischen Bürgerkrieges, wurde Agustina González López in Granada inhaftiert und im nahegelegenen Ort Viznar zusammen mit zwei anderen Frauen erschossen. Ihr genaues Todesdatum ist nicht bekannt, die Mörder wurden nie ermittelt. Der Franquist Juan Luis Trescastro rühmte sich später, sowohl sie als auch Garcia Lorca getötet zu haben, „ihn, weil er ein Schwuler war, und sie, weil sie eine Hure war“.

## Werk
2019 erschienen drei Essays von Agustina González López in Spanien als Buch. Zu Lebzeiten ließ sie ihre Schriften selbst drucken und verkaufte sie in ihrem Schuhgeschäft. Zu ihrer ersten Schrift Idearium Futurismo erschienen 1917 Rezensionen in den spanischen Zeitungen ABC und La Correspondencia de España.

### Idearium Futurismo (1916)
In diesem Essay stellt Agustina González López eine neue Art des Schreibens vor, die sie erfunden hat und „Futurismo“ nennt. Kennzeichen sind u. a. der Verzicht auf sieben Buchstaben des kastilischen Alphabets (c, h, qu, v, x, y, z)  sowie die Vereinfachung von orthographischen Regeln. Um die Praktikabilität der neuen futuristischen Schrift zu demonstrieren, ist auch der Essay selbst futuristisch, d. h. in vereinfachtem Spanisch verfasst: 

„El sistema futurista de eskribir resuelve las difikultades ortográfikas por lo mismo que simplifika la Ortografía“ (deutsch: „Das futuristische Schreibsystem löst Rechtschreibschwierigkeiten durch Vereinfachung der Rechtschreibung“).
Ziel ist eine Popularisierung des Schreibens, die es auch Analphabeten ermöglichen soll, ihre Gedanken mitzuteilen. Heute gilt die von Agustina González López entworfene Schrift als Vorwegnahme jener Schreibweisen, wie sie in (spanischen) Kurznachrichten via SMS oder Whatsapp üblich sind.

### Justificación (1927)
Der Essay Justificación (deutsch: Rechtfertigung) ist eine Art Autobiographie, in der Agustina González López sich erklärt und auf Kritik an ihrem als skandalös empfundenen Verhalten reagiert. Sie war im konservativen Granada ihrer Zeit zahlreichen Anfeindungen ausgesetzt, nicht nur, weil sie allein ausging und Männerkleider trug, sondern auch, weil sie öffentlich für ihre Freiheit und für die Emanzipation von Frauen eintrat. Dem Vorwurf, eine Wahnsinnige zu sein, begegnet sie so:
„Der soziale Wahnsinn besteht darin, dass der als verrückt bezeichnete Mensch geistig gesund ist und die Gesellschaft, in der er lebt, ihn nicht versteht und deshalb falsch einschätzt. ... Dieser Wahnsinn manifestiert sich im Irrtum anderer. Und ich leide seit 23 Jahren an diesem Wahnsinn.“
In ihrem Essay beschreibt sie sich als Feministin und nimmt für sich in Anspruch, jüngeren Frauen den Weg geebnet zu haben:
„Nach und nach gaben sie mir die Erlaubnis, allein auszugehen und anzuziehen, was immer ich wollte. […] Jetzt studieren, malen, schreiben, arbeiten, gehen die jungen Damen alleine aus und es ist nicht verpönt. Ich, die ich immer aus der Reihe getanzt bin - ihr werdet mir nicht abstreiten, dass ich in vielen dieser Fälle den Christus gemacht habe.“ 
Ein weiterer Gegenstand des Essays ist die Frage, warum es feminine Männer («hombres afeminados») und maskuline Frauen («mujeres masculinizadas») gibt.

### Las Leyes Secretas (1928)
Agustina González López kam früh mit spirituellen und theosophischen Bewegungen in Berührung, die zu Anfang des 20. Jahrhunderts in Mode waren. Im Essay Las Leyes Secretas (deutsch: Die Geheimen Gesetze) erzählt sie, wie es ihr als Hypnotiseurin gelingt, Formen und Farben von Erscheinungen in Aquarellen und Fotogravuren festzuhalten. Laut ihrer Biographin Enriqueta Barranco Castillo macht sie das zu einer Pionierin abstrakter Kunst, ähnlich wie Georgiana Houghton (1814–1884) und Hilma af Klint (1862–1944).